# Овсяный, Николай Романович
Николай Романович Овсяный (19 декабря 1847, Киевская губерния — 16 мая 1913, Санкт-Петербург) — генерал-майор (1909), известный русский военный писатель, военный историк, специалист по славянским вопросам.

## Биография
Овсяный происходил из дворян Киевской губернии. Образование получил в Киевском кадетском корпусе. После учился в Александровском военном училище. В годы учёбы в военном училище был связан с народническими кружками, за что подвергся аресту. С 1867 года служил в Санкт-Петербургском гренадерском полку. Штабс-капитан русской гвардии.
Затем окончил курс военно-юридической академии.
Участник Русско-турецкой войны (1877—1878). С февраля 1878 по апрель 1879 гг. служил временным губернатором город Кюстендила. Организовал выборы городского и судебного советов и народных представителей от Кюстендилского округа в Учредительное собрание. Под его руководством в Кюстендиле были открыты акцизное управление, больница, телеграф и Общеполезная касса. Принимал деятельное участие в управлении Болгарией.
После ухода русских войск из Болгарии в 1879 году, служил в Петербурге. Был делопроизводителем Главного Штаба по отделу Балканского полуострова.
С 1886 по 1894 гг. жил в Черногории в Цетине, состоял воспитателем княжича Данило. После возвращения в Россию вплоть до своей отставки находился в распоряжении начальника главного, а потом генерального штабов Российской империи (1894—1910).
В 1894 г. Овсяный вернулся в Россию и стал профессором военной истории и истории славян в Николаевской академии Генерального штаба.
Выйдя в отставку в 1910 г., целиком занялся научной и общественной деятельностью.
С 1880 года являлся действительным членом Императорского Русского географического общества и Общества славянской благотворительности в Санкт-Петербурге.
В 1906 г. стал членом Совета Славянского общества.
Во время Первой Балканской войны (1912) Овсяный в качестве главного уполномоченного Черняевского комитета и члена Совета славянского благотворительного общества занимался отправкой врачей, медсестёр и медицинского оборудования на театр военных действий. Как представитель Комитета постоянно находился в Косово и Македонии. В зимние месяцы 1912—1913 гг. объехал горные местности Старой Сербии, раздавая пособия пострадавшим от войны сербским семьям, тяжело простудился и по возвращении в Петербург 16 мая 1913 г. умер.

## Творчество
Работы Н. Овсяного, посвященные истории Болгарии, Сербии, Турции, пользовались успехом после Русско-турецкой войны 1877—1878 гг., в связи с усилившимся интересом общественности России к истории южных славян. Им были изданы монографии и сборники документов, относящиеся непосредственно к организации гражданского управления в Болгарии, созданию её государственного аппарата — административных учреждений, городских и окружных советов, земского войска, полиции, финансов, здравоохранения и судебных советов, а также материалы по подготовке Тырновской конституции.
Автор книг:
- «Повести, рассказы и стихотворения Н. Югова» (СПб., 1875),
- «Сербия и Сербы» (СПб., изд. П. П. Сойкина, 1898 г.),
- «Современная Турция» Архивная копия от 3 декабря 2019 на Wayback Machine (СПб., 1877),
- «Болгария и болгары» (СПб., 1900),
- «Болгария»
- «Болгарское ополчение и земское войско» (СПб., 1904) Архивная копия от 8 января 2012 на Wayback Machine[2],
- «Документи за дейността на руситѣ», 1905 г., 404 с.;
- «Турция и турки»,
- «Русские устроители Болгарии»[3],
- «Военные действия русских войск в Китае в 1900 г.»[4],
- «Сборник материалов по гражданскому управлению и оккупации в Болгарии в 1877-78-79 г.г.», том 4, изд. Тип. «Т-ва художественной печати», 1906 г.
- «Русское управление в Болгарии в 1877-78-79 гг: Заведывавший гражданскими делами при Главнокомандовавшем Действующей армии д. с. с. князь В. А. Черкасский» (1906)
- «Русское управление в Болгарии в 1877-78-79 гг: Российский Императорский Комиссар в Болгарии, генерал-адъютант князь А. М. Дондуков-Корсаков» (1906)
- «Русское управление в Болгарии в 1877-78-79 гг: Восточная Румелия и Адрианопольский санджак» (1907)
- «Ближний Восток и Славянство» (сборник статей, изд. Русско-французской тип., 1913 г.).

Овсяный состоял сотрудником «Военной Энциклопедии».

## Награды
- Орден Святой Анны третьей степени с мечами и бантом.